# Haliclona hirsuta
Haliclona hirsuta är en svampdjursart som först beskrevs av Swartschewsky 1905.  Haliclona hirsuta ingår i släktet Haliclona och familjen Chalinidae. Inga underarter finns listade i Catalogue of Life.